# 285
285 (CCLXXXV na numeração romana) foi um ano comum do século III do Calendário Juliano, da Era de Cristo, a sua letra dominical foi D (53 semanas), teve início a uma quinta-feira e terminou também a uma quinta-feira.
| Ano completo                        |
| ----------------------------------- |
| Ano comum com início à quinta-feira |

## Acontecimentos
- Julho - Os imperadores romanos Carino e Diocleciano confrontam-se na Batalha do rio Margo. O último vence. O Império Romano é dividido em dois. Diocleciano governa o Império Romano do Ocidente.

## Mortes
- Julho - Carino, Imperador romano.